# Agerskov Sogn
Agerskov Sogn er et sogn i Tønder Provsti (Ribe Stift).
Agerskov Sogn hørte til Nørre Rangstrup Herred i Haderslev Amt. Agerskov sognekommune blev ved kommunalreformen i 1970 indlemmet i Nørre-Rangstrup Kommune, der ved strukturreformen i 2007 indgik i Tønder Kommune.
I Agerskov Sogn ligger Agerskov Kirke. Sognet hørte indtil 2007 til Tørninglen Provsti, og kirken har det karakteristiske Tørninglen-spir, der er rejst over 4 trekantgavle.
I sognet findes følgende autoriserede stednavne:
- Agerskov (bebyggelse, ejerlav)
- Agerskov Vesterhede (bebyggelse)
- Birkelund (bebyggelse)
- Bjørnholm (bebyggelse)
- Bjørnskov (bebyggelse)
- Bovlund (bebyggelse, ejerlav)
- Bovlund Bjerg (bebyggelse)
- Bovlund Nymark (bebyggelse)
- Bålsted (bebyggelse)
- Dalbjerg (bebyggelse)
- Fårhus (bebyggelse)
- Galsted (bebyggelse, ejerlav)
- Galsted Mark (bebyggelse)
- Gammelskov (bebyggelse)
- Gammelskov Mark (bebyggelse)
- Geestrup (bebyggelse, ejerlav)
- Geestrup Vestermark (bebyggelse)
- Geestruplund (bebyggelse)
- Gejlbjerg (bebyggelse)
- Goldbæk (bebyggelse)
- Havstedgård (landbrugsejendom)
- Højset (bebyggelse)
- Jørgensby (bebyggelse)
- Kærgård (bebyggelse)
- Langelund (bebyggelse)
- Lerskov (bebyggelse)
- Melkær (stor landbrugsejendom)
- Mellerup (bebyggelse, ejerlav)
- Møllebjerg (bebyggelse)
- Neder Geestrup (bebyggelse)
- Nitriskær (bebyggelse)
- Oksgårde (bebyggelse)
- Over Geestrup (bebyggelse)
- Rangstrup (bebyggelse, ejerlav)
- Rangstrup Gårde (bebyggelse)
- Rangstrup Mark (bebyggelse)
- Sindet (bebyggelse)
- Stenskov Bjerg (areal)
- Tapsager (landbrugsejendom)
- Terpsminde (landbrugsejendom)
- Vellerup (bebyggelse)
- Vellerup Mark (bebyggelse)
- Østergård (landbrugsejendom)

## Afstemningsresultat
Folkeafstemningen ved Genforeningen i 1920 gav i Agerskov Sogn 1.024 stemmer for Danmark, 37 for Tyskland. Af vælgerne var 92 tilrejst fra Danmark, 13 fra Tyskland. 